# Loulou
Loulou és una pel·lícula dramàtica francesa del 3 de setembre de 1980 dirigida per Maurice Pialat i protagonitzada per Isabelle Huppert i Gérard Depardieu. Per Loulou, Pialat va ser nominat a la Palma d'Or al 33è Festival Internacional de Cinema de Canes.

## Argument
En una discoteca amb el seu marit André, un home culte propietari d'una petita agència de publicitat en la qual treballa, Nelly coneix Loulou, que acaba de sortir de la presó i borratxo. Ella passa la nit amb ell en un hotel. L'endemà, André li ordena sortir del seu ampli apartament, així que es trasllada a una habitació d'hotel amb Loulou, a qui dona suport perquè no creu en la feina. Quan es queda embarassada, els lloga un petit apartament que Loulou omple amb els seus amics criminals, que una nit el porten a robar. El seu germà acomodat intenta fer-la sentir, però només vol a Loulou i al seu futur fill. Quan Loulou i la seva colla la porten a dinar diumenge amb la seva mare, hi ha un enfrontament aterridor amb el seu cunyat psicòtic que comença a disparar una escopeta. En adonar-se per fi de la impossibilitat de tenir el nen en aquest entorn, Nelly avorta. Loulou està ferit, però la pel·lícula acaba com va començar amb els dos sorpresos a casa borratxos.

## Repartiment
- Isabelle Huppert com a Nelly
- Gérard Depardieu com a Loulou
- Guy Marchand com a André
- Humbert Balsan com a Michel
- Bernard Tronczak com a Rémy
- Christian Boucher com a Peirot
- Frédérique Cerbonnet com a Dominique
- Jacqueline Dufranne com a Mémère
- Willy Safar com a Jean-Louis
- Agnès Rosier com a Cathy
- Patricia Coulet com a Marité
- Jean-Claude Meilland com a Jean-Claude, el gars du casse
- Patrick Playez com a Thomas
- Gérald Garnier com a Lulu
- Catherine De Guirchitch com a Marie-Jo
- Jean Van Herzeele com a René
- Patrick Poivey com a Philippe
- Xavier Saint-Macary com a Bernard

## Guió
El guió d'Arlette Langmann està fortament inspirat en la seva aventura amb Maurice Pialat.

## Rodatge
Les escenes de rodatge a la casa i el jardí de la tia de Pierrot es van rodar en una propietat de l'avinguda Jean Jaurés. Així com el llarg camí amb la filera d'arbres i la riera de l'antic poble de La Queue-en-Brie.
El rodatge deixa lloc a la improvisació dels actors i als capricis del rodatge. Per exemple, el fet que el llit s'ensorri a l'escena d'amor entre Nelly i Loulou no estava previst.
Maurice Pialat no va poder rodar totes les escenes que volia rodar. Al final del rodatge, Isabelle Huppert va haver de marxar cap als Estats Units per rodar La porta del cel de Michael Cimino i no va poder rodar els accessoris fins uns mesos després. Pel que fa a Gérard Depardieu, hi ha certs talls que mai va poder rodar.